# كيت جمبرت
كيت جمبرت (بالإنجليزية: Kate Gompert)‏ مواليد 11 يناير 1963 في آيوا، الولايات المتحدة، هي لاعبة كرة مضرب أمريكية سابقة. أعلى تصنيف لها في الفردي كان المركز الـ 18 في سنة 1987. أعلى تصنيف لها في الزوجي كان المركز الـ 214 في سنة 1989.

## روابط خارجية
- كيت جمبرت على موقع رابطة محترفات التنس (الإنجليزية)
- كيت جمبرت على موقع الاتحاد الدولي لكرة المضرب (الإنجليزية)
- كيت جمبرت على موقع خلاصة التنس.كوم (الإنجليزية)